# Rivolta dei Taiping
La rivolta dei Taiping fu una devastante guerra civile che si combatté nell'Impero Qing tra il 1850 e il 1864. Identifica un movimento rivoluzionario cinese che interessò l'area di Nanchino, per poi espandersi nel sud dell'Impero cinese, tra il 1851, anno della fondazione del "Regno Celeste della Grande Pace" per opera dell'ispiratore della rivolta, Hong Xiuquan, e il 1864, anno della sua soppressione. Nata come reazione al regime corrotto dei Qing-Manciù e subito degenerata in guerra civile, la rivolta fu repressa dall'esercito imperiale col supporto britannico nel 1864.

## Storia
La setta degli "adoratori di Dio", nata verso la metà degli anni '40 del XIX secolo, fu fondata da Hong Xiuquan, che si autoproclamò fratello minore di Gesù Cristo e Tianwang ("Re celeste"). Hong elaborò una sua dottrina religiosa cristiana con forti elementi sincretistici (fondeva elementi della tradizione cinese con contenuti tipici della morale cristiana), che predicava l'egualitarismo, il monoteismo e la volontà di riportare il prestigio e la sovranità della Cina sconvolta dopo le guerre dell'oppio. Tutto questo avrebbe dato il via al movimento taiping, che si costituì in organizzazioni di tipo paramilitare.
Nel 1851, con ormai migliaia di seguaci al loro seguito, gli adoratori di Dio proclamarono un proprio stato indipendente, il "Regno Celeste della Grande Pace" (Taiping tianguo), con capitale l'antica città imperiale di Nanchino (rinominata Capitale Celeste, Tianjing/天京).
Nel 1853 i Taiping attuarono una riforma agraria che prevedeva una ripartizione delle terre per nucleo familiare, tenendo conto del numero dei componenti, donne comprese.
Fu inoltre instaurato un sistema di vita comune e di comunione di tutti beni, e la popolazione venne organizzata in gruppi di venticinque famiglie (ku), una struttura di base che aveva nello stesso tempo competenze amministrative, militari, religiose e di produzione. Il commercio privato venne abolito.
I taiping potevano così contare su un vero e proprio stato indipendente, in grado di rivaleggiare con l'impero Manchu e dotato di un proprio esercito indipendente. Fallito, nel 1855, il tentativo di conquistare Pechino, la guerra civile si protrasse per un altro decennio. I tentativi di radicale riforma sociale ed il sostanziale esproprio dei proprietari terrieri crearono all'interno dello stato taiping numerosi dissidenti. Fu proprio l'erosione del consenso sociale che facilitò la repressione. Le truppe imperiali giunsero alla vittoria nel 1864 quando, finita la seconda guerra dell'oppio, britannici e francesi portarono il loro aiuto a favore del governo di Pechino.

## Le origini
La Dinastia Qing, intorno alla prima metà del XIX secolo dovette affrontare numerose difficoltà: diverse calamità naturali, una prolungata crisi economica e, non ultima, la penetrazione da parte delle potenze europee, soprattutto a causa della bruciante disfatta nel 1842 inflitta dall'Impero britannico nella Prima guerra dell'oppio. I contadini erano oppressi dall'eccessivo peso delle tasse, i canoni di affitto salirono vertiginosamente e i pascoli venivano gradualmente abbandonati. Tutti questi problemi vennero ulteriormente esacerbati dai problemi economici causati dal pesante traffico illecito d'oppio. Iniziò a diffondersi il banditismo così come le società segrete ed i piccoli eserciti privati, tutti fattori che portarono al sorgere di piccoli conflitti intestini. Nel frattempo la crescita demografica del paese, la cui popolazione era raddoppiata tra il 1766 ed il 1833, non andava di pari passo con il fabbisogno di generi alimentari, dal momento che la produzione agricola soffriva di una pesante crisi di stagnazione.
Il governo del paese, guidato da membri di etnia Manciù, veniva sempre più considerato, soprattutto dalla popolazione di schiatta Han, come corrotto ed incapace. Questo sentimento contro la dinastia Qing era particolarmente avvertito all'interno delle comunità degli Hakka, un sottogruppo dell'etnia Han, che abitava soprattutto nel sud del paese. Nel frattempo la religione cristiana aveva iniziato a penetrare ed a diffondersi in diverse regioni della Cina.
Nel 1837 Hong, originario di un povero villaggio montano di etnia Hakka, dopo aver tentato più volte senza successo di superare gli esami imperiali per diventare funzionario-letterato per il governo imperiale, fece ritorno a casa e si ammalò. Durante il suo periodo di infermità ebbe delle visioni mistiche che lo indussero ad intraprendere il sentiero della vita religiosa. Nel 1842, dopo aver letto attentamente un pamphlet lasciatogli da un missionario protestante, Hong Xiuquan iniziò a concepire l'idea che le sue visioni fossero frutto di un messaggio il cui contenuto gli rivelava di essere il fratello minore di Gesù Cristo inviato in terra per scacciare i "demoni" dalla Cina, primo fra tutto il corrotto governo Qing ed i suoi insegnamenti confuciani. Egli aveva il dovere di rovesciare il governo e diffondere il più possibile il suo messaggio. Yang Xiuqing, uno dei suoi primi adepti e futuro condottiero del suo esercito - un mercante di legna da ardere originario dello Guangxi - dichiarò di aver sentito personalmente la voce di Dio, confermando tutte le affermazioni di Hong.
Nel 1843 Hong ed i suoi seguaci fondarono il movimento religioso denominato Società degli Adoratori di Dio, che combinava insieme elementi cristiani, taoisti, confuciani e legati al millenarismo locale; Hong presentò la sua religione come la restaurazione e la rivalutazione dell'antica fede classica in onore del dio Shang Di, il cui culto era stato spodestato dal confucianesimo grazie agli sforzi dei vari regimi dinastici imperiali che si erano succeduti nel corso del tempo. Il movimento crebbe velocemente alla fine del decennio 1840, iniziò ad intraprendere attività di vera e propria guerriglia nel tentativo di sostituirsi e deporre l'autorità imperiale, scatenando una vera e propria guerra civile.
Nel 1847, Hong si recò a Guangzhou per studiare la Bibbia sotto la guida di Issachar Jacox Roberts, un missionario battista originario del Tennessee, che tuttavia si rifiutò di battezzarlo e continuò a sospettare la natura espressamente politica del movimento di Hong.

## La rivolta
La rivolta vera e propria scoppiò agli inizi del gennaio 1851, dopo un'iniziale schermaglia vittoriosa per l'esercito ribelle, forte di 10 000 uomini e guidato da Feng Yunshan e Wei Changhui, che nel dicembre 1850 aveva sconfitto la guarnigione imperiale presso Jintian. A seguito della rappresaglia dell'esercito Qing, i rivoltosi riuscirono a respingere con successo tutti gli attacchi, dando vita ad un forte entusiasmo in favore della rivolta in tutta la regione.
Nel 1853 le forze del Taiping conquistarono Nanchino, trasformandola nella capitale del loro autoproclamato Stato e ribattezzandola con il nome di Tianjing (Capitale Celeste). Dal momento che consideravano gli individui di etnia Manciù come una sorta di esseri "demoniaci", passarono per le armi tutti i cittadini maschi e scacciarono le donne dalle porte della città, che poi giustiziarono per mezzo di enormi roghi. Successivamente, la rivolta si divise in due spedizioni, a nord e a ovest, per espandersi; la prima fallì miseramente, mentre la seconda ottenne un successo limitato.
Nel 1853, Hong si ritirò dalla politica e dall'amministrazione, per poter governare soltanto tramite proclami scritti. Visse nel lusso ed ebbe molte donne nelle sue stanze, oltre che a pubblicare restrizioni religiose, e questo lo portò in conflitto con Yang Xiuqing. Le tensioni culminarono con l'incidente di Tianjing del 1856, quando Yang e i suoi seguaci furono massacrati da Wei Changhui, Qin Rigang e i loro soldati per ordine di Hong. Shi Dakai sollevò un'obiezione al riguardo, e per questo la sua famiglia e il suo seguito furono uccisi da Wei e Qin. Questi ultimi, però, intesero di voler catturare Hong, ma furono scoperti e giustiziati. Shi Dakai ricevette il controllo di cinque eserciti taiping, consolidati in uno solo, ma, temendo per la sua vita, partì da Tianjing e si ritirò a ovest verso Sichuan.
Con Hong ritiratosi e Yang morto, i leader taiping rimasti provarono ad attrarsi il sostegno del popolo e a stringere alleanze con gli europei, ma fallirono su entrambi i fronti. Gli europei rimasero neutrali, ma alcuni consiglieri militari europei servirono l'esercito Qing. Intanto, la ribellione dovette affrontare le classi tradizionaliste rurali data la sua ostilità alle tradizioni cinesi e ai valori confuciani. Disgustate dall'ideologia dei Taiping e dalla politica di separazione dei sessi, persino per le coppie sposate, le alte classi si allearono con il governo e con i suoi alleati europei.
A Hunan fu creato un esercito irregolare, l'esercito di Xiang (o di Hunan), comandato dall'aristocratico ed alto funzionario Zeng Guofan, che divenne la principale forza combattente per i Qing contro i Taiping: si dimostrò efficace nel respingere i Taiping nel teatro occidentale della guerra, per poi riconquistare gran parte delle province di Hubei e Jiangxi. Nel dicembre del 1856, i Qing si ripresero Wuchang, mentre l'esercito di Xiang prese Jiujiang nel maggio del 1858 e poi il resto della provincia di Jiangxi nel settembre dello stesso anno.
Nel 1859, Hong Regan, cugino di Xiuquan, si unì ai Taiping a Nanchino, e, ricevuto un notevole potere, sviluppò un piano ambizioso per espandere i confini dei Taiping. Nel maggio del 1860, i Taiping sconfissero i Qing che assediavano Nanchino dal 1853, eliminandoli dalla regione e aprendo la strada per la conquista delle province meridionali di Jiangsu e Zhejiang, le più ricche dei Qing. Presero poi Hangzhou il 19 marzo 1860, Changzhou il 26 maggio e Suzhou il 2 giugno, a est.
Nell'agosto dello stesso anno, i Taiping provarono a prendere Shanghai, ma furono respinti dai Qing sostenuti dagli ufficiali europei sotto il comando dello statunitense Frederick Townsend Ward, accompagnato dal diplomatico francese Albert-Édouard Levieux de Caligny. Quell'esercito sarebbe divenuto l'"Esercito Invincibile", un esercito Qing di veterani ben addestrati comandati da Charles George Gordon, e sarebbe servito nella sconfitta dei Taiping.
Nel 1861, mentre moriva l'imperatore Xianfeng, a cui successe Tongzhi, Zeng Guofan prese Anqing con l'aiuto di un embargo inglese.
Verso la fine del 1861 avvenne l'ultima spedizione dei Taiping, che presero facilmente Ningbo il 9 dicembre e poi Hangzhou il 31 dicembre, ma non riuscirono a conquistare Shanghai, da cui furono respinti nel 1862; il 10 maggio dello stesso anno i Taiping persero il porto di Ningbo.
Nel 1863, Shi Dakai si arrese ai Qing nei pressi della capitale Sichuan di Chengu, e fu giustiziato tramite lenti tagli.
Alcuni dei suoi seguaci fuggirono per timore di essere giustiziati, altri furono liberati e continuarono a combattere contro i Qing. Questi ultimi, però, si riorganizzarono sotto Zeng Guofan, Zuo Zongtang e Li Hongzhang. Il primo iniziò ad arruolare nel suo esercito di irregolari i contadini dei villaggi, pagandoli bene e basandosi sugli insegnamenti di Qi Jiguang, generale della dinastia Ming. A maggio, l'esercito di Xiang assediò subito Nanchino e respinse numerose sortite, nonostante fossero più numerose di loro; la città fu presto ridotta alla fame, e Hong Xiuquan subì un malore provocato da avvelenamento alimentare mentre mangiava delle verdure, del quale morì dopo venti giorni; alcuni giorni dopo, i Qing ripresero la città. Xiuquan fu seppellito nell'antico Palazzo Imperiale dei Ming, poi esumato per ordini di Zeng Guofan per verificare la sua morte, e infine cremato; le sue ceneri furono quindi sparate da un cannone perché non ci fosse alcuna sepoltura, come eterna punizione per la sua ribellione.
Quattro mesi prima, Xiuquan aveva abdicato a favore del suo primogenito Tianguifu, che aveva 15 anni. Tianguifu era inesperto e impotente, e quindi il regno fu rapidamente distrutto con la caduta di Nanchino che avvenne a luglio; riuscì a scappare col suo seguito, ma tutti vennero poi catturati il 25 ottobre 1864 e giustiziati insieme a molti principi taiping.
Rimase solo una piccola forza taiping che si trovava nel nord a Zhejiang, ma venne poi respinta verso Jiangxi, Zhejiang, Fujian e infine Guangdong, dove uno degli ultimi lealisti taiping, Wang Haiyang, fu sconfitto il 29 gennaio 1866.
A partire dal 1862 le truppe governative, con il sostegno delle potenze europee, iniziarono a combattere seriamente il Taiping tianguo per riconquistare i territori insorti, che erano le province più ricche dell’Impero.
L’input a combattere sul serio i Taiping nacque quando i fedeli di Hóng Xiùquán cercarono di conquistare Shanghai, principale porto per il commercio con le potenze internazionali. La disfatta militare era ormai alle porte.
Il 19 luglio del 1864 i Qing riconquistarono Nanchino e i Taiping furono tutti trucidati.
La storia del Regno Taiping e la conseguente repressione costarono la vita a un numero impressionante di persone, dai venti ai trenta milioni.